# Acronicta renirufa
Acronicta renirufa là một loài bướm đêm trong họ Noctuidae.